# Бяле-Блота (гмина)
Бяле-Блота (пол. Białe Błota) — сельская гмина (волость) в Польше, входит как административная единица в Быдгощский повет, Куявско-Поморское воеводство. Население — 12 861 человек (на 2004 год).

## Соседние гмины
1. Быдгощ
2. Гмина Лабишин
3. Гмина Накло-над-Нотецью
4. Гмина Нова-Весь-Велька
5. Гмина Сиценко
6. Гмина Шубин